# محرقة معسكر اليرموك
محرقة معسكر اليرموك : هي مذبحة نفذت في معتقلين ليبيين في أثناء أحداث ثورة 17 فبراير في ليبيا، بعد سقوط مدينة طرابلس، وكخطوة انتقامية تم قتل المعتقلين في مخزن الجمعية الزراعية القريب من المعسكر كرد انتقامي على انتصار الثورة وتحرير مدينة طرابلس.

## البعد التاريخي
أهم انتصارات ثورة 17 فبراير 2011 في ليبيا، تحريرُ مدينة طرابلس باعتبارها عاصمة البلاد، والذي بدأ يوم 20 أغسطس 2011، وكانت السيطرة على باب العزيزية معقل القذافي وأعوانه يوم 23 أغسطس 2011، وتزامنت هذه الانتصارات مع بعض ردود الفعل الانتقامية الغير مبررة من النظام، وكان البعض منها موجها نحو المدنيين.

## كيف تمت المذبحة
قامت أعضاء من كتيبة خميس وتسمى اللواء 32 المعزز وهي كتيبة بقيادة خميس القذافي ابن العقيد معمر القذافي بإعدام 45 معتقلا كانوا بمخزن يقع خلف معسكر اليرموك، في منطقة خلة الفرجان القريبة من صلاح الدين. 
يوم 27 أغسطس قامت هيومان رايتس واتش بعد بقايا 45 جثة محترقة في المستودع ووجدت حوله جثتين غير محترقتين. وكانت الجريمة قد اكتشفت في اليوم السابق عندما وصلت كتيبة تابعة للثوار إلى المكان وسيطرت على معسكر اليرموك، عندها شم أفرادها رائحة الحريق ووجدوا المستودع والدخان تصاعد منه. عبد الرحيم إبراهيم بشير أحد الناجين، استطاع الهرب يوم 23 عندما حدثت المجزرة، وظل مختبئا في بيت مجاور مع بعض الناجين الآخرين، الذين كان من بينهم جرحى، وعندما خرجوا بعد ثلاثة أيام من الاختباء لاحظوا الحريق، والتقوا بكتائب الثوار، واكتشفوا موقع المحرقة.
السبب الأساسي لهذه الجريمة هو الانتقام فكان لدخول الثوار إلى ما يسمى بباب العزيزية المعقل الرئيسى للطاغية وتحريرطرابلس من كتائب ومرتزقة القدافى كان سببا رئيسيا في هذه الجريمة حيث اصدر خميس القذافي امرا بتصفية معتقلى اليرموك اصدر خميس الأمر إلى محمد منصور ضو الذي بدوره اصدر أمر إلى حمزة الحريزى المسؤل عن المعتقل بتنفيد الأمر. هو من كان السبب الأساسي لهذه الجريمة النكراء.

## أين يقع معسكر اليرموك
مكان المجزرة خلف معسكر اليرموك حيث توجد قطعة أرض مسيجة وبها مستودع قديم تتبع للجمعية الزراعية وهذا المستودع في الأساس مخزن للجمعية...تقع خلف المعسكر مباشرة لايفصل بينها وبين المعسكر سوى طريق ترابى ضيق. استعمل المستودع كمعتقل، وهو أحد المعتقلات السرية في فترة الأحداث.
وهذه إحداثيات معسكر اليرموك

## ما أسباب اعتقال المتضررين من هذه المحرقة
معظم المعتقلين كانوا معارضين لنظام القذافى ويوجد بعض المعتقلين من الجنود التابعين للواء 32 (لواءخميس)في هذا المعتقل ممن كانت لهم جرائم من نوع خاص كسرقة الوقود مثلا.
مؤيد: وقد كان معتقلا في نفس المستودع ونقل إلى معتقل آخر يوم 10 أغسطس 2011 وضح أنه كان في المستودع ما بين 60 إلى 80 معتقلا في نفس الوقت، وكان تزويدهم بالطعام غير منتظم، ويعطونهم لترا واحدا من الماء يوميا. ولم تكن هناك حمامات، وكان الجو شديد الحرارة. وقال مؤيد: أنهم ظلوا ذات مرة لمدة 36 ساعة دون غذاء أو ماء، بعدها أعطوا كل واحد قطعة خيار كغذاء لكامل اليوم. وفي بعض الأيام كانوا يجلبون مكرونة تكون عادة نيئة، والكمية لا تكفي لخمسة ملاعق للشخص، قال مؤيد أنها لا تصلح حتى للكلاب. وقد سجن مؤيد لستة أيام مع ستة معتقلين آخرين في شاحنة صغيرة في الساحة.

## رابطة عائلات الشهداء والمتضررين
نظرا لعدد المفقودين وكذلك عدم معرفة الجثث المحترقة كان في البداية الأمر وخاصة لأهالي الشهداء صعبا واليما لدرجة يعجز اللسان عن وصفها وكانت الجهود المبدولة للبحث عن ناجيين من هده المحرقة يحدوه الامل وكان أهالي الشهداء يبحثون ويتتبعون الاخبار لعلهم يجدون ما يفرخ قلوبهم اضف إلى ذلك دفن هذه الجثث المحترقة وغير المحترقة من ناس لهم الفضل في دفنهم ولكن دفنوا من غير اتباع الطرق المتبغة في مثل هذه الظروف ولكن غياب مؤسسات الدولة في تلك الأثناءهو ما خال دون ذلك.
كذلك واجهت العائلات في تللك الفترة التي تلى التحرير لعده شهور تالية ان معظم الذين كانوا في المعتقل يعتبروا قانونا مفقودين ولم نقم بنقل العديد منهم من خانة المفقودين إلى خانة الشهداء الا بعد مرحلة متاخرة نوعا ما نتيجة جهد الرابطة لسماع شهادات الناجيين في بعض المعتقلين بانهم استشهدوا وهناك إلى الآن بعض المعتقلين في خانة المفقودين لاننا لم نتحصل على شهادات لوفاتهم طبعا أسباب دلك راجع إلى أن معظم الجثث كانت غير معروفة الممالم نتيجة الحرق.
طبعا المفقودين تواجه عائلاتهم مشاكل قانونية كبيرة من مواريث إلى عدة إلى زواج إلى معاملات قام بها المفقود قبل فقده ولم تنجز هناك الكثير من المشاكل القانونية تواجه أسر المفقودين.
كل تلك الأسباب مجتمعه وغيرها أدت بنا نحن كاسر الشهداء والناجين بالتفكير بتأسيس جسم اعتبارى يأخد على عاتقه العمل من أجل ذلك.
تم الاجتماع الأول التحضيري لاسر الشهداء والناجين في مدينة زليتن نظرا لان عدد كبير من الشهداء والمعتقلين منها يوم 13-10-2011م وتم الاجتماع الثاني في طرابلس في تاجوراء بمقر كتيبة حماية ثورة 17 فبراير وقد كان الاجتماع الثاني كبيرا مقارنة بالاجتماع الأول نظرا لان المشاركين فيه جاءوا من عدة مدن وبين اخد ورد وبين اجتماعات أخرى مصغرة للجنة التحضيرية تم الاتفاق على يوم للجمع العام الذي انعقد في طرابلس في مركز جهاد الليبين يوم 13-12=2011م الذي حضر في هذا الاجتماع العديد من أهالي الشهداء والعديد من المعتقلين واسفر هذا الاجتماع إلى تأسيس الرابطة بشكل رسمي واختيار هيكل إداري بناء على النظام الأساسي الذي عرض على الحاضرين وتم قبوله وتم الاتفاق على أن يكون الاسم هو (رابطة ضحايا محرقة معتقل اليرموك) ويشمل شغل هذه الرابطة كل معتقلى اليرموك بشقيه معتقلي وشهداء الجمعية الزراعية (الهنقر) ومعتقلى وشهداء الشركة السلوفنية.
ويتكون الهيكل الإداري للرابطة من الاتى.
أولا.الجمعية العمومية وقد تم اختيار السادة:
1. عدنان بشير الصارى رئيسا لها.من أهالي الشهداء
2. صبرى الطاهر الطبال نائبا للرئيس من معتقلى اليرموك

ثانيا. مجلس الإدراة.وقد تم اختيار السادة:
1. مختار هدية ابوسنينة رئيسا لمجلس الإدارة من معتقلى اليرموك واحدالناجين من المحرقة.
2. على الهادي قراطم نائبا للرئيس من معتقلى اليرموك)لم يستلم مهام عمله لغيابه المتكرر)
3. عيسى محمد ابوالخير المسؤل المالي للرابطة من معتقلى اليرموك
4. عامر ابوزيد قريصيعة المسؤل الاعلامى للرابطة من معتقلى اليرموك
5. فتحى ابوبكر بن عائشة مسؤل العلاقات العامة من أسر الشهداء
6. عمر عطية احميدان مسؤل ملف الشهداء والمفقودين من أسر الشهداء (لم يستلم مهامه لغيابه المتكرر)
7. مالك على الحمال المسؤل الإداري للرابطة من معتقلي اليرموك (لم يستلم مهام عمله لغيابه المتكرر)

وقد قرر مجلس إدارة الرابطة تعيين كل من السادة:-
أحمد العريفى الناطق الرسمي باسم الرابطة من أسر الشهداء 
```
سعيد شلابي مندوب الرابطة لوزراة الثقافة من معتقلي اليرموك
خالد العربي أمين سر الرابطة.من معتقلى اليرموك
```

وتتلخص أهداف الرابطة في الاتى.

### اهداف الرابطة
1. البحث عن جثامين الشهداء والتعرف عليها بكافة الوسائل العلمية الممكنة.
2. اليحث عن مفقودين ناجين من هذه المجزرة.
3. مطالبة الجهات المختصة باخد كل الوسائل الممكنة.لمعرفة ومعاقبة المسؤلين عن هذه المجزرة.
4. الاهتمام باسر الضحايا والناجين من الناحية المادية والمعنوية.

### الأسباب التي ادت إلى تاسيس الرابطة
1. الصعوبات التي واجهت أهالي الضحايا في التعرف على هوية الجثامين التي احرقت.
2. عدم معرفة مصير بعض المعتقلين نظرا لوجود نقص في العدد الكامل للجثث سواء المتفحمة أو غير المتفحمة.
3. تخادل الجهات المختصة بالتعرف على هوية الجثث والبحث عن المفقودين.
4. المشاكل الإدارية والقانونية التي تواجه أهالي الضحايا نتيجة التاخير في الكشف عن هويات الجثامين.
5. الحاجة الماسة والملحة التي لمسناها نحن أهالي الضحايا لوجود كيان قانونى ياخد على عاتقه العمل لصالح الأهالي.
6. الوقوف بجانب أهالي الضحايا والناجين من الناحية المادية والمعنوية.

وتم اشهار الرابطة عن طريق اذن مزاولة من وزارة الثقافة والمجتمع المدني تحت رقم 218\2012م

### مقر الرابطة
المقر الرئيسى في طرابلس حى دمشق مبنى لواء ثوار 17 فبراير مبنى الأمن القومى سابقا.
قرع في مدينة زليتن في مقر اللواء بالقرب من مدرسة الخنساء.

## شهادات بعض الناجين
شهادة أحد الناجين على يوتيوب
هيومان رايتس واتش قامت بسؤال أحد الناجين الذي قال إن الحراس الذين كانوا يحرسون المستودع الذي استعمل كمعتقل، قاموا بالمناداة على أسماء 153 معتقلا في يوم المذبحة، ذكر أن قرابة عشرين من المعتقلين تمكنوا من الفرار، كما وضح أن 125 من المعتقلين كانوا من المدنيين.
عبد الرحيم إبراهيم بشير ، 25 سنة. أحد الناجين: قال أنه في يوم 23 أغسطس قام الحراس بإطلاق النار عليه وعلى باقي المعتقلين عبر السقف المصنوع من الصاج، بينما قام حارس آخر بقذف قنبلة يدوية من الباب. تمكن عبد الرحيم إبراهيم بشير من النجاة بالقفز فوق الجدار فيما كان الحراس يعيدون تذخير أسلحتهم. قال عبد الرحيم إبراهيم بشير أنه تم اعتقاله في ذلك المستودع لمدة ثلاثة أشهر حيث تم اعتقاله في غدامس بتهمة انتمائه إلى الثوار. هرب سالما من المعتقل مع أخوين من زليتن عبد السلام وحسين، أصيبا عندما أطلق عليهما الحراس النار، حسين توفي لاحقا.
شهادة أحد السكان المحليين : أحد السكان المجاورين للمعتقل ممن له خبرة في مجال الإسعاف (لم يشأ الإفصاح عن اسمه) أخبر هيومان رايتس واتش أنه سمع إطلاق النار والقنابل اليدوية يوم 23 أغسطس بعد صلاة العصر، في المساء جاءه بعض جيرانه يسألونه إن كان يستطيع مساعدة المصابين بطلق ناري، أخبرهم بوجوب نقلهم إلى المستشفى، خاف الجيران من نقلهم إلى المستشفى فخبأوهم في بيوتهم. قال نفس الشخص أن كتيبة خميس اللواء 32 المعزز بدأت في استعمال المنطقة منذ بداية شهر مايو، وضح كذلك أن المستودع الذي استعمل كمعتقل كان يتبع الجمعية الزراعية.

## بعض المصادر والأخبار
لقاء مع إبراهيم التاجوري على يوتيوب